# Friedenskirche (Nürnberg)

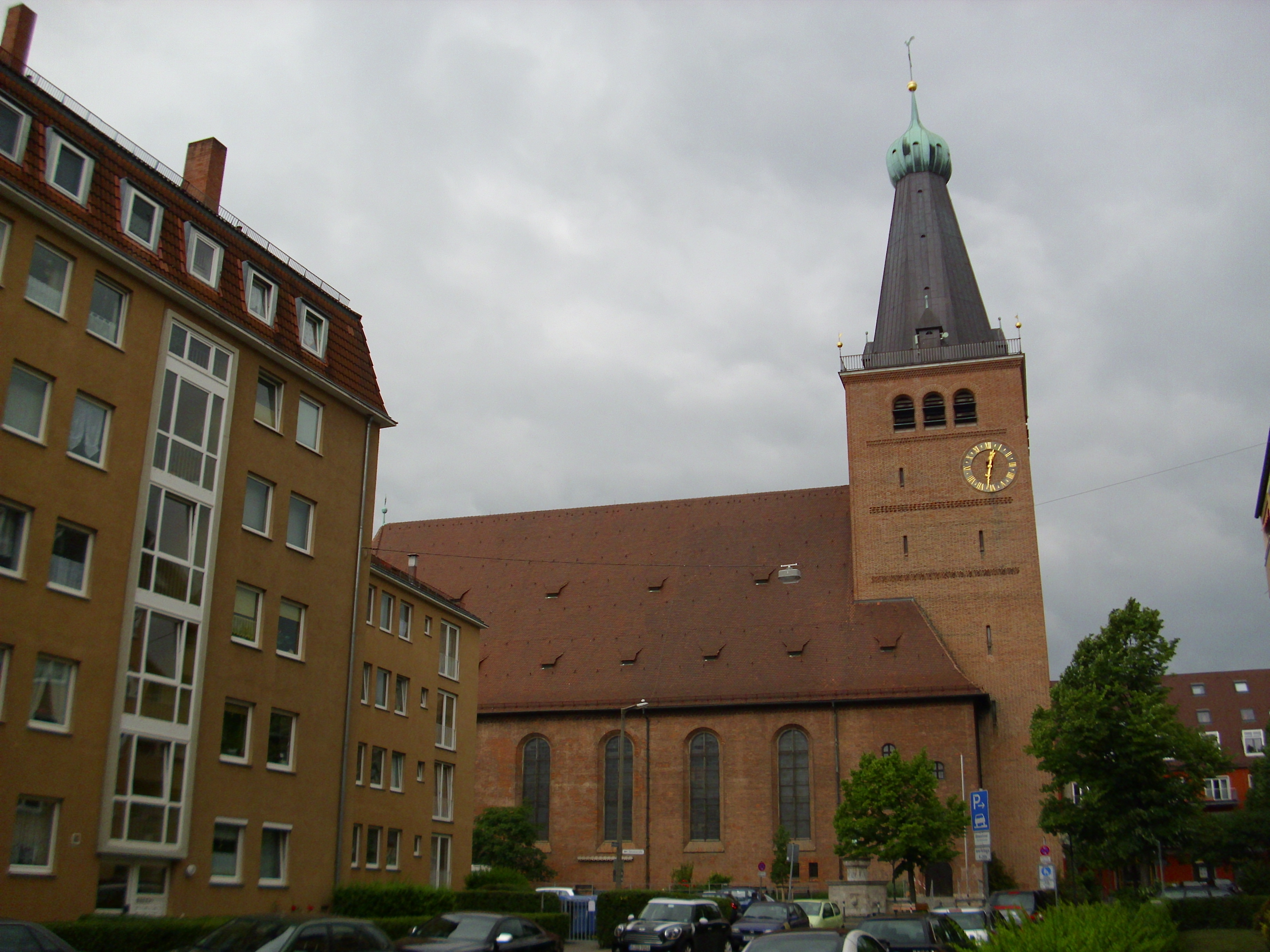
Friedenskirche in Nürnberg-St. Johannis

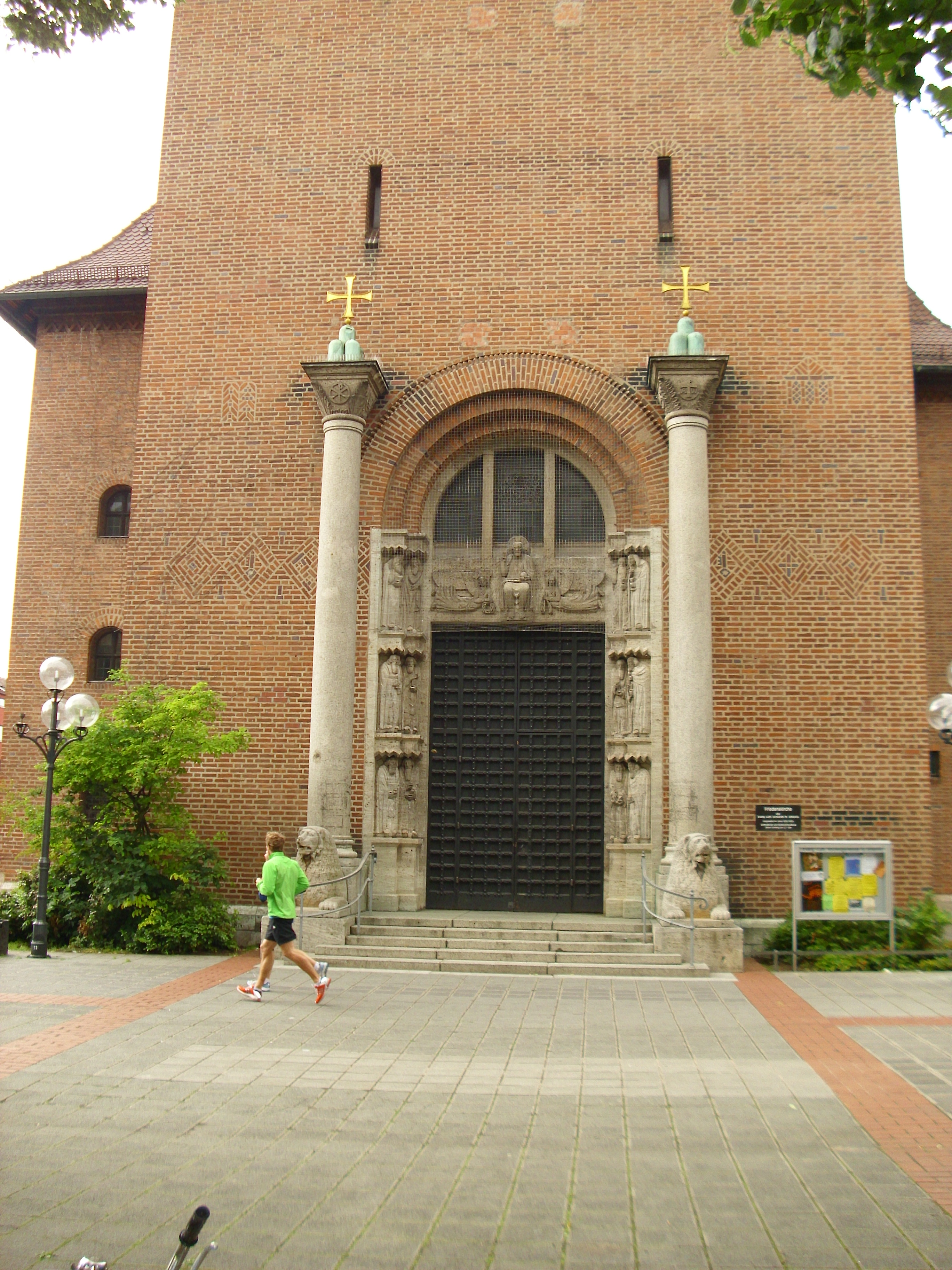
Portal der Friedenskirche

Die Nürnberger Friedenskirche befindet sich im Nürnberger Stadtteil St. Johannis am Palmplatz 11. Die Planungen für den Bau begannen 1916. Danach sollte die evangelisch-lutherische Friedenskirche ein Gedenk- und Mahnmal für die ganze Stadt sein. Nach Entwurf des Architekten German Bestelmeyer wurde sie in den Jahren 1925–1928 erbaut. Im Zweiten Weltkrieg brannte sie 1944 nach einem Bombenangriff aus.
Von 1950 bis 1952 wurde sie nach schweren Kriegsschäden wieder aufgebaut.
Das Eingangsportal wurde unter Verwendung von Stilformen der romanischen Kirchenbaukunst gestaltet. Im Inneren des weiten Hallenraums befinden sich Ausstattungsstücke der im Zweiten Weltkrieg zerstörten Kirche des Heilig-Kreuz-Pilgerspitals, der Altar im Chor aus der Werkstatt des Michael Wolgemut, der ursprünglich für die Augustinerkirche gestiftet wurde, war namensgebend für den Meister des Peringsdörfer-Altars. Die drei Fenster des Chorhaupts zeigen Farbverglasungen nach Entwürfen von Adolf Schinnerer von 1928. Der Nothelferaltar an der Chorsüdseite stammt aus der Mitte des 15. Jahrhunderts. Vor der Kirche steht eine kleine Brunnenanlage mit christlichen Symbolen. Sie wurde 1928 nach dem Entwurf von German Bestelmeyer geschaffen; die Figuren stammen von Philipp Kittler, der Guss aus der Kunstgießerei Lenz.

## Orgel
Die Orgel wurde 1956 von der Orgelbaufirma Steinmeyer erbaut. Das Schleifladen-Instrument hat 48 Register auf drei Manualwerken und Pedal. Die Trakturen sind elektrisch.
| I Rückpositiv C–g3 |         |
| Holzgedeckt        | 08'     |
| Quintade           | 08'     |
| Zinnprinzipal      | 04'     |
| Blockflöte         | 04'     |
| Superoktav         | 02'     |
| Quintlein          | 01 ⁄3'  |
| Glockenton         | 01 3⁄5' |
| Scharf             | 01 ⁄3'  |
| Schalmei           | 08'     |
| Tremulant          |         |

| II Hauptwerk C–g3 |         |
| Praestant         | 16'     |
| Prinzipal         | 08'     |
| Rohrflöte         | 08'     |
| Silbermanngamba   | 08'     |
| Oktave            | 04'     |
| Kleingedackt      | 04'     |
| Großterz          | 03 1⁄5' |
| Rauschquinte      | 02 ⁄3'  |
| Schwiegel         | 02'     |
| Mixtur            | 01 ⁄3'  |
| Trompete          | 08'     |

| III Schwellwerk C–g3 |         |
| Rohrgedackt          | 16'     |
| Holzprinzipal        | 08'     |
| Lieblich Gedeckt     | 08'     |
| Violflöte            | 08'     |
| Prinzipal            | 04'     |
| Koppelflöte          | 04'     |
| Quinte               | 02 ⁄3'  |
| Oktave               | 02'     |
| Waldflöte            | 02'     |
| Terz                 | 01 3⁄5' |
| Sifflet              | 01'     |
| Plein jeu            | 02'     |
| Fagott               | 16'     |
| Oboe                 | 08'     |
| Kopftrompete         | 04'     |
| Tremulant            |         |

| Pedalwerk C–f1 |         |
| Offenbaß       | 16'     |
| Subbaß         | 16'     |
| Großnasat      | 10 2⁄3' |
| Oktavbaß       | 08'     |
| Gedacktbaß     | 08'     |
| Choralbaß      | 04'     |
| Nachthorn      | 04'     |
| Oktavkornett   | 02'     |
| Rohrpfeife     | 02'     |
| Rauschpfeife   | 02 ⁄3'  |
| Posaune        | 16'     |
| Trompete       | 08'     |
| Klarine        | 04'     |

- Koppeln: I/II, II/I, III/I, III/II, I/P, II/P, III/P
- Spielhilfen: 3 freie Kombinationen, 1 freie Pedalkombination, feste Zungenkombination, feste Mixturenkombination, feste Prinzipalkombination

## Glocken
In der geräumigen Glockenstube hängen in einem Stahlglockenstuhl insgesamt elf Glocken, darunter die Friedensglocke, die schwerste evangelische Kirchenglocke Bayerns. Insgesamt stellt das Geläut der Friedenskirche eines der glockenreichsten und mit rund 20,5 Tonnen Gewicht auch eines der schwersten in Süddeutschland dar. Jeden Freitag um 9 Uhr schlägt die Friedensglocke zusätzlich die volle Stunde. Dies erinnert an die Kreuzigung Jesu. Daher verfügt sie auch über einen Schlaghammer. Die Stundenschläge werden auf den Glocken 2, 5 und 6 gespielt.
| Nr. | Name                             | Gussjahr | Gießer, Gussort                         | Masse (kg) | Durchmesser (mm) | Schlagton (HT-1/16) |
| --- | -------------------------------- | -------- | --------------------------------------- | ---------- | ---------------- | ------------------- |
| 1   | Friedensglocke                   | 1928     | Franz Schilling Söhne, Apolda           | 8330       | 2344             | fis0 −3             |
| 2   | Johannisglocke                   | 1959     | Friedrich Wilhelm Schilling, Heidelberg | 3523       | 1693             | h0 −2               |
| 3   | Lutherglocke                     | 1959     | Friedrich Wilhelm Schilling, Heidelberg | 2270       | 1487             | cis1 −2             |
| 4   | Bischof-Meiser-Glocke            | 1959     | Friedrich Wilhelm Schilling, Heidelberg | 1588       | 1370             | dis1 −1             |
| 5   | Kindergottesdienstglocke         | 1959     | Friedrich Wilhelm Schilling, Heidelberg | 1280       | 1237             | e1 −3               |
| 6   | Betglocke                        | 1959     | Friedrich Wilhelm Schilling, Heidelberg | 1126       | 1185             | fis1 −2             |
| 7   | Lazarus-Spengler-Glocke          | 1959     | Friedrich Wilhelm Schilling, Heidelberg | 0794       | 1047             | gis1 -2             |
| 8   | Martin-Schalling-Glocke          | 1959     | Friedrich Wilhelm Schilling, Heidelberg | 0663       | 0964             | h1 -2               |
| 9   | Sigismund-von-Birken-Glocke      | 1959     | Friedrich Wilhelm Schilling, Heidelberg | 0454       | 0852             | cis2 -2             |
| 10  | Georg-Philipp-Harsdörffer-Glocke | 1959     | Friedrich Wilhelm Schilling, Heidelberg | 0258       | 0711             | e2 -2               |
| 11  | Veit-Dietrich-Glocke             | 1959     | Friedrich Wilhelm Schilling, Heidelberg | 0176       | 0630             | fis2 -2             |